# حسن سمیح شعیتو
حسن سمیح شعیتو (عربی: حسن سميح شعيتو؛ زادهٔ ۱۶ ژوئن ۱۹۹۱) بازیکن فوتبال اهل لبنان است.
از باشگاه‌هایی که در آن بازی کرده‌است می‌توان به باشگاه فوتبال الانصار لبنان اشاره کرد.
وی همچنین در تیم‌های ملی فوتبال زیر ۲۳ سال لبنان و لبنان بازی کرده‌است.